# Nordmetall-Stiftung

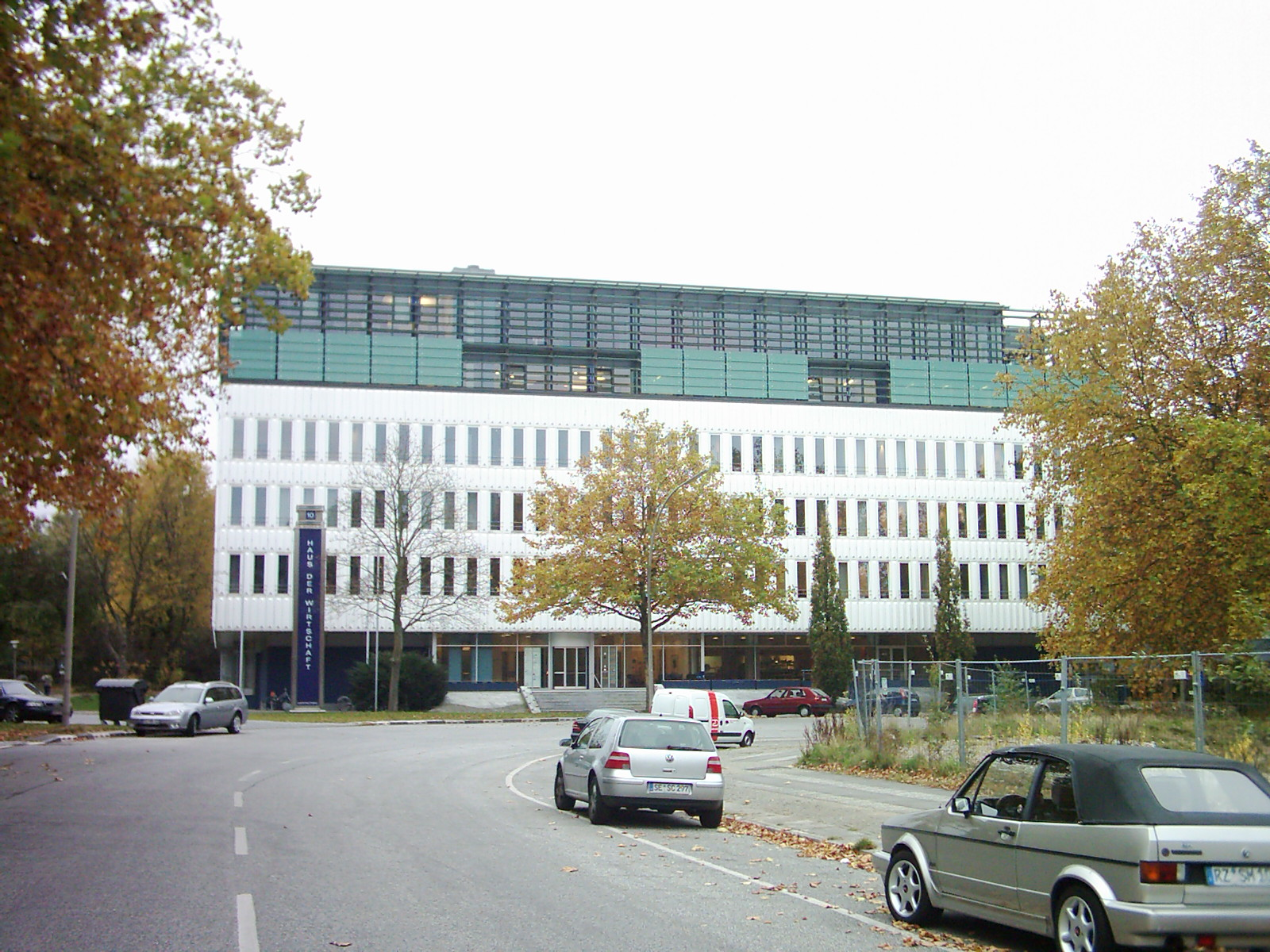
Sitz von Nordmetall in Hamburg

Die Nordmetall-Stiftung ist eine gemeinnützige rechtsfähige Stiftung bürgerlichen Rechts. Sie entwickelt, initiiert und unterstützt in Norddeutschland Projekte in den Bereichen Bildung und Wissenschaft, Gesellschaft sowie Kultur, die Talente fördern, Zusammenhalt stärken und den Norden bereichern. Damit setzt sie sich langfristig und dauerhaft für die norddeutsche Region mit ihren unterschiedlichen Wirtschafts- und Lebensstandorten ein. Die Nordmetall-Stiftung wurde 2004 gegründet und hat ihren Sitz in Hamburg im Hamburger Haus der Wirtschaft.
Vorsitzender des Vorstands ist Thomas Lambusch, Vorsitzende des Kuratoriums ist Cathrin Kohnke.

## Förderungszweck
Zweck der Stiftung ist die Förderung von Bildung, Wissenschaft und Forschung, von „sozialen Maßnahmen und Einrichtungen“ sowie von Kultur in Hamburg, Bremen, Schleswig-Holstein, Mecklenburg-Vorpommern und im nordwestlichen Niedersachsen. Die Erfüllung des Stiftungszwecks wird durch die jährlichen Erträge aus dem Stiftungsvermögen ermöglicht. Das Stiftungskapital kann durch Zustiftungen und Spenden erhöht werden.
Seit 2017 verfolgt die Nordmetall-Stiftung mit ihrer Förderung bereichsspezifische Ziele. So konzentriert sie sich in Bildung und Wissenschaft auf die Förderung talentierter Multiplikatoren im Bereich der MINT-Fächer, um vor allem junge Menschen für Mathematik, Informatik, Naturwissenschaften und Technik zu begeistern. Im Bereich Gesellschaft fokussiert sich die Stiftung auf die Förderung des bürgerschaftlichen Engagements, um ein gutes Miteinander und den Zusammenhalt in der Gesellschaft zu stärken. Das kulturelle Engagement der Stiftung zielt darauf ab, Multiplikatoren dabei zu unterstützen, Verbindungen zwischen klassischer Kultur und der modernen Lebenswelt herzustellen, um mehr Menschen für Kultur zu begeistern.
Unter anderem finanzierte die Stiftung zwischen 2007 und 2016 den mit 10.000 Euro dotierten Ulrich-Wildgruber-Preis, der alljährlich im Gedenken an den 1999 verstorbenen Schauspieler Ulrich Wildgruber verliehen wird.

## Geschichte
Die Nordmetall-Stiftung wurde am 28. Januar 2004 vom Verband Nordmetall mit seinen damals 260 Mitgliedsfirmen ins Leben gerufen. Die aktuelle Stiftungssumme beträgt 80 Millionen Euro.